# Federación de Instituciones de Educación Particular
La Federación de Instituciones de Educación Particular (FIDE), es una institución chilena de derecho privado, que agrupa a colegios particulares pagados y subvencionados científico-humanistas, técnico-profesionales, escuelas especiales y rurales particulares. Fue fundada en 1948.  
Actualmente los afiliados a FIDE son más de 850, organizados en 27 agrupaciones regionales, desde Arica hasta Magallanes.
Los líderes de esta federación son Vicente Munos y Jaime Rebolledo